# Шапо бержер
Шапо́ берже́р (від фр. chapeau bergère — «капелюшок пастушки») — жіночий солом'яний капелюх з пласкими широкими крисами й низьким наголовком, зазвичай вбраний стрічкою і квітами. Різні варіанти передбачають різноманітні форми крис: загнуті назад, відігнуті догори чи донизу за бажанням. В Англії відомий також як «капелюшок доярки» (milkmaid hat).
У моду увійшов у середині XVIII ст., його можна часто побачити на полотнах художників доби Рококо — Ж.-О. Фрагонара («Гойдалка»), Ф. Буше, Т. Гейнсборо, Й. Цоффані та інших. Деякі припускають, що назва цього капелюшка пов'язана з прізвищем мадам Бержере́ (Bergeret): відомий її портрет, написаний Ф. Буше близько 1766 р., на якому вона тримає капелюшок такої форми.
Шапо бержер знов стає популярним у XIX ст., він стає елементом костюму Доллі Варден, що був у моді на початку 1870-х. Відома пісенька тих часів Dolly Varden зі словами: «Have you seen my little girl? She doesn’t wear a bonnet/ She’s got a monstrous flip-flop hat with cherry ribbons on it»

## Галерея

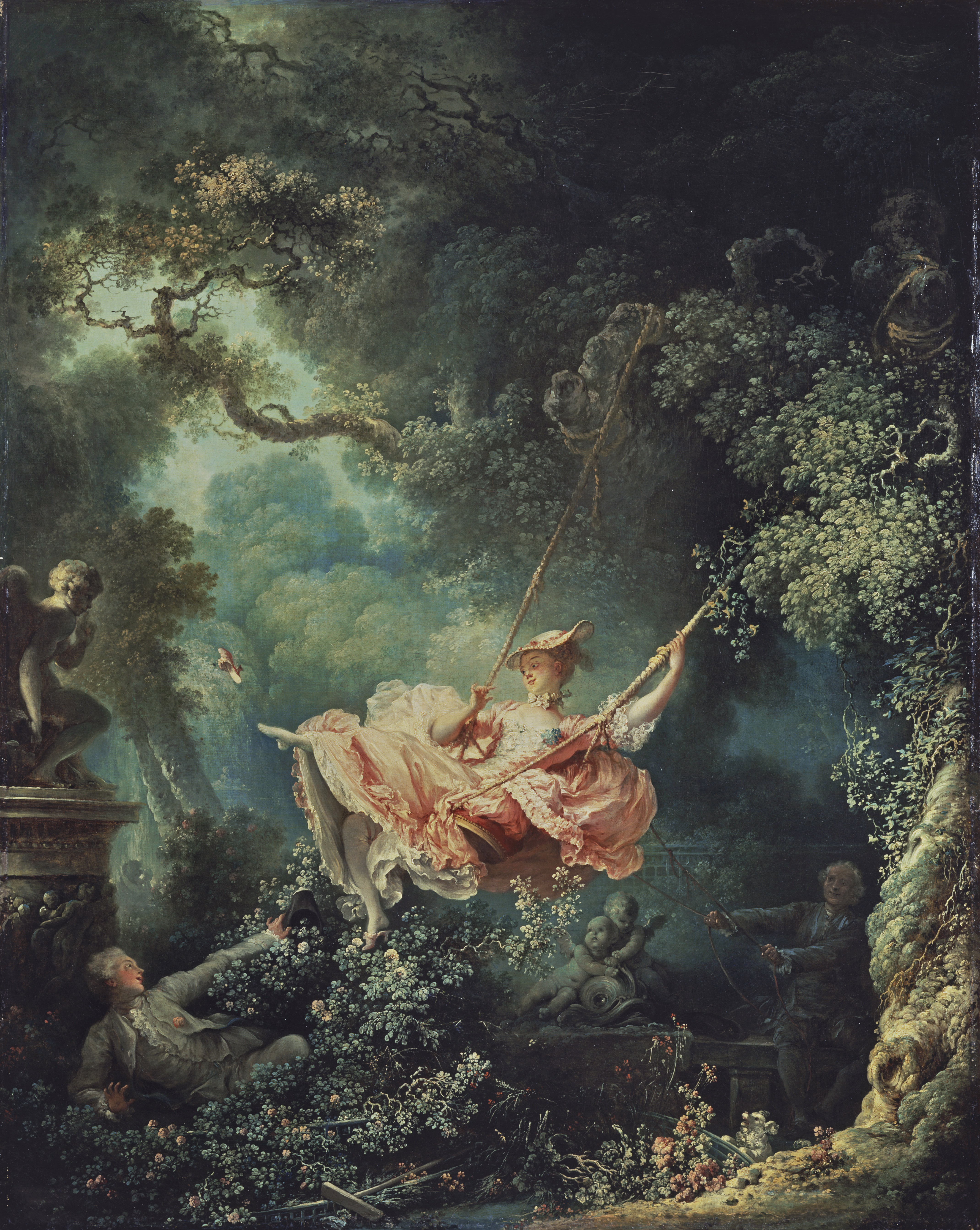
Ж.-О. Фрагонар. Гойдалка. 1767
Ф. Буше. Мадам Бержере. Бл. 1766 р.
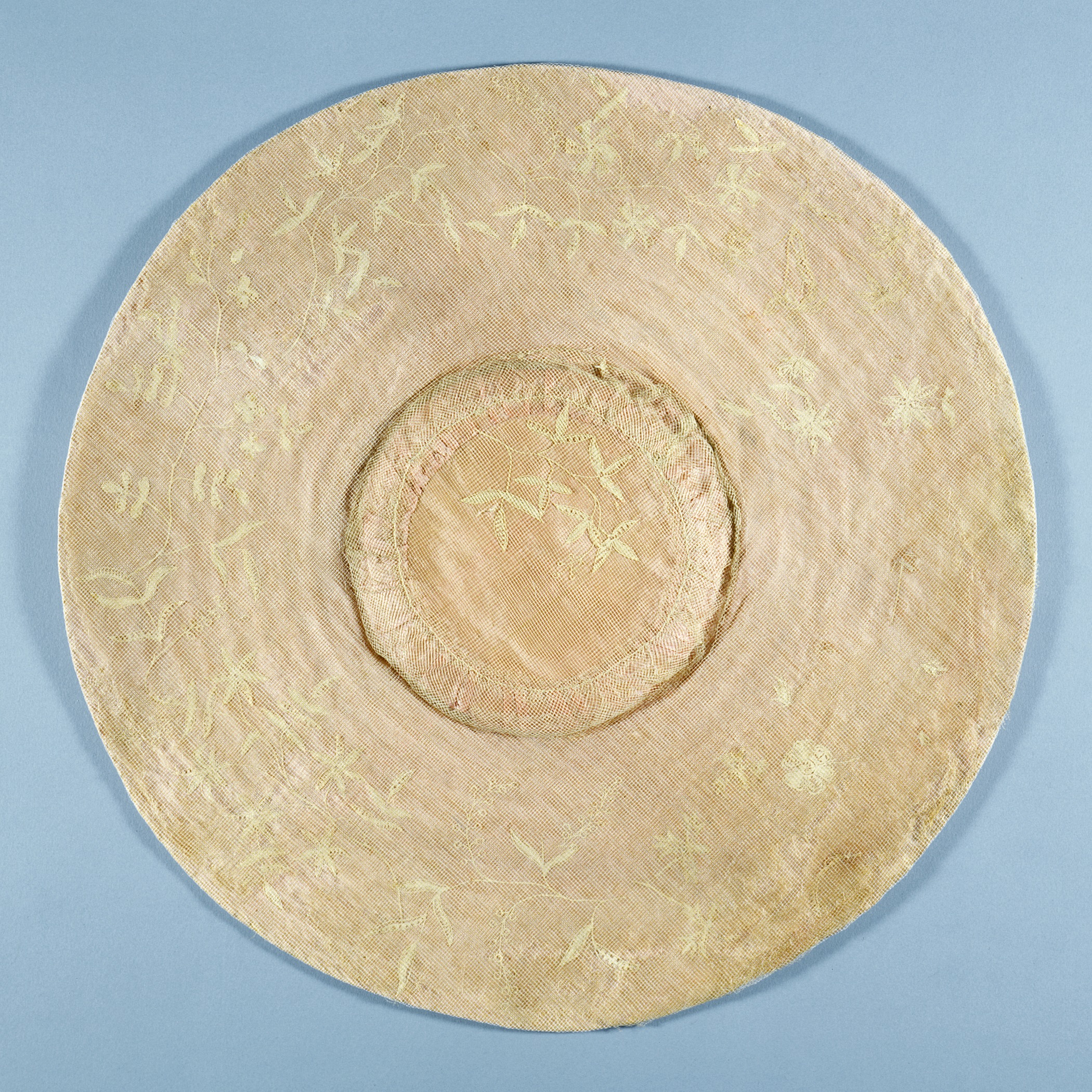
Англійський шапо бержер. Близько 1750 р. Музей мистецтв округу Лос-Анжелес
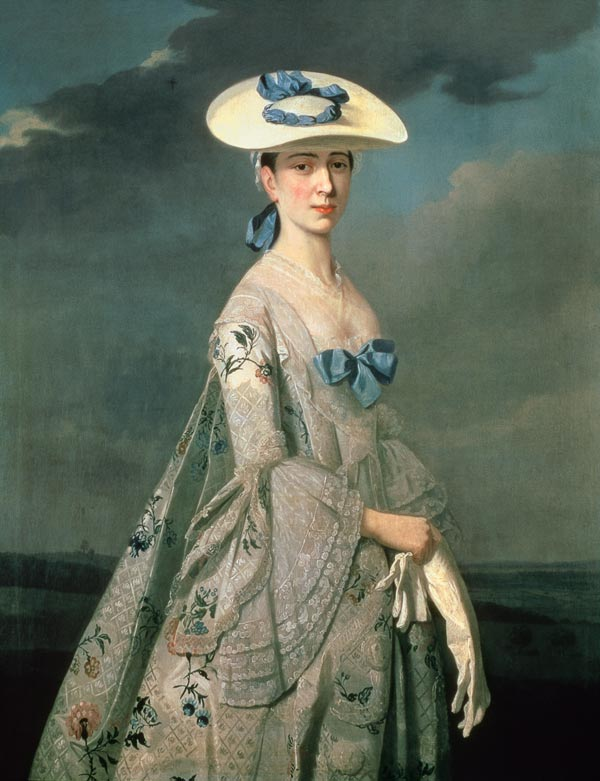
Генрі Пікерінг. Елеанора Френсіс Діксі. Бл. 1753 р.
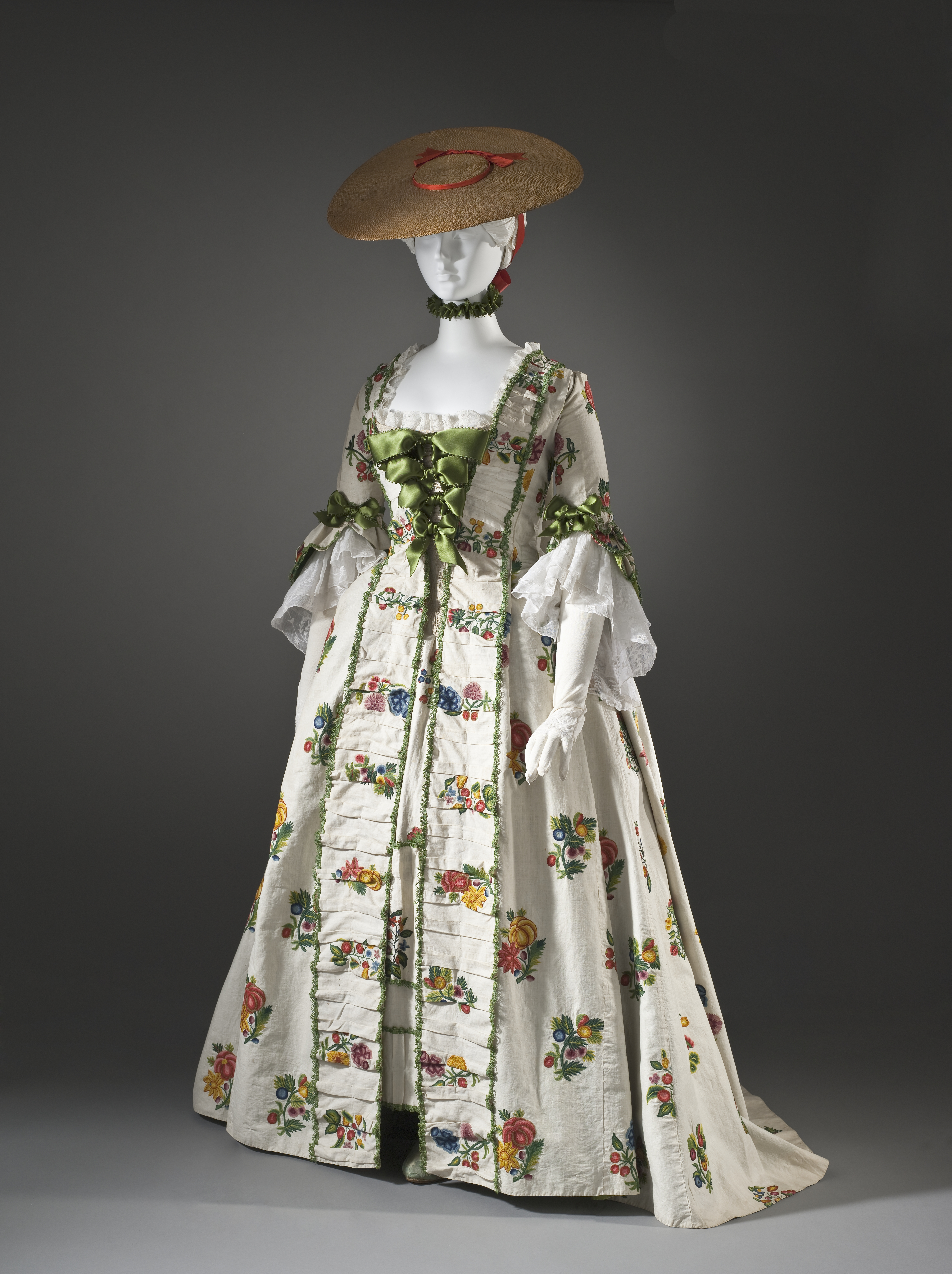
Костюм у французькому стилі 1750-1760-х. Музей мистецтв округу Лос-Анжелес
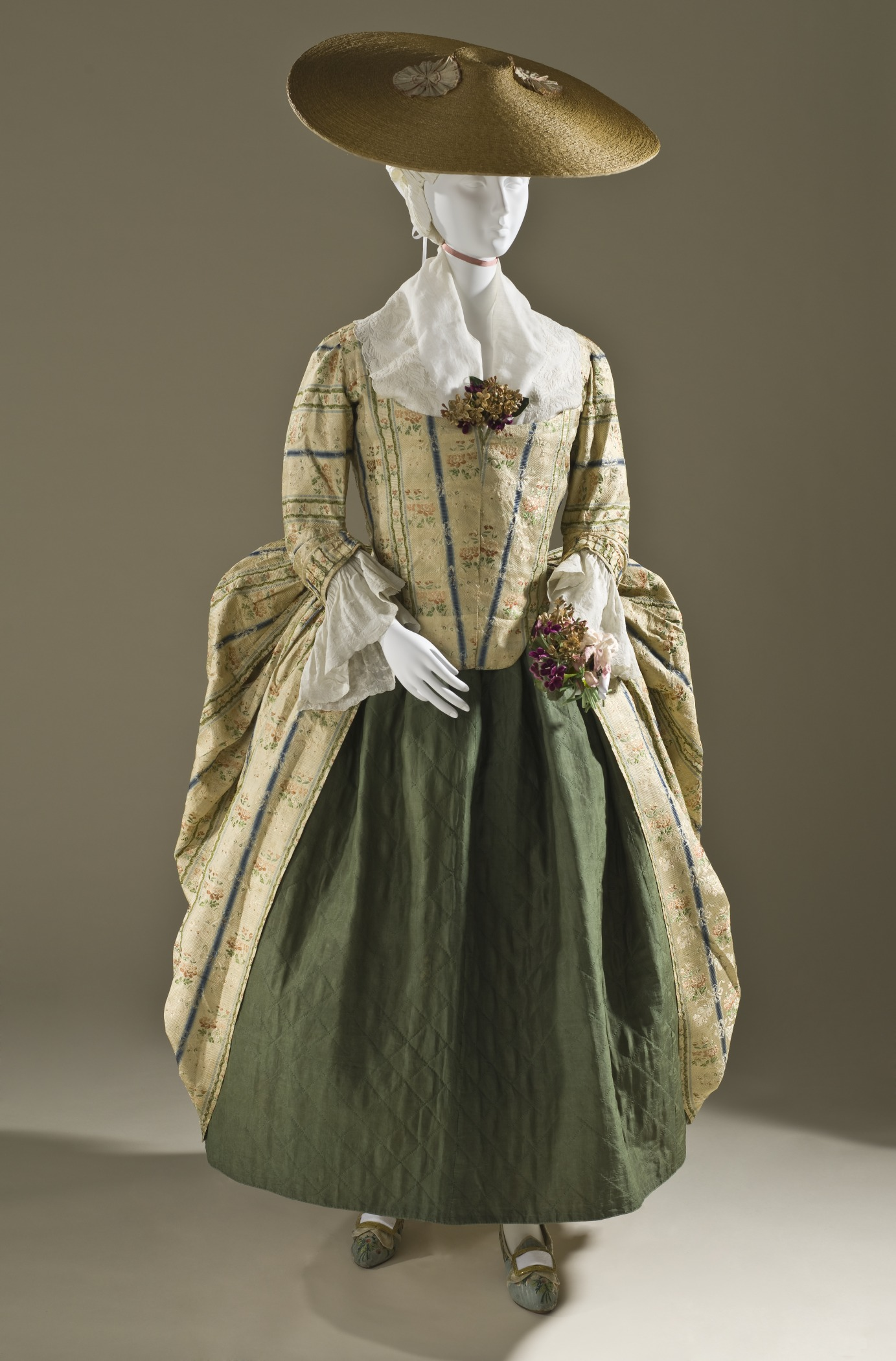
Костюм у польському стилі 1770-х. Музей мистецтв округу Лос-Анжелес
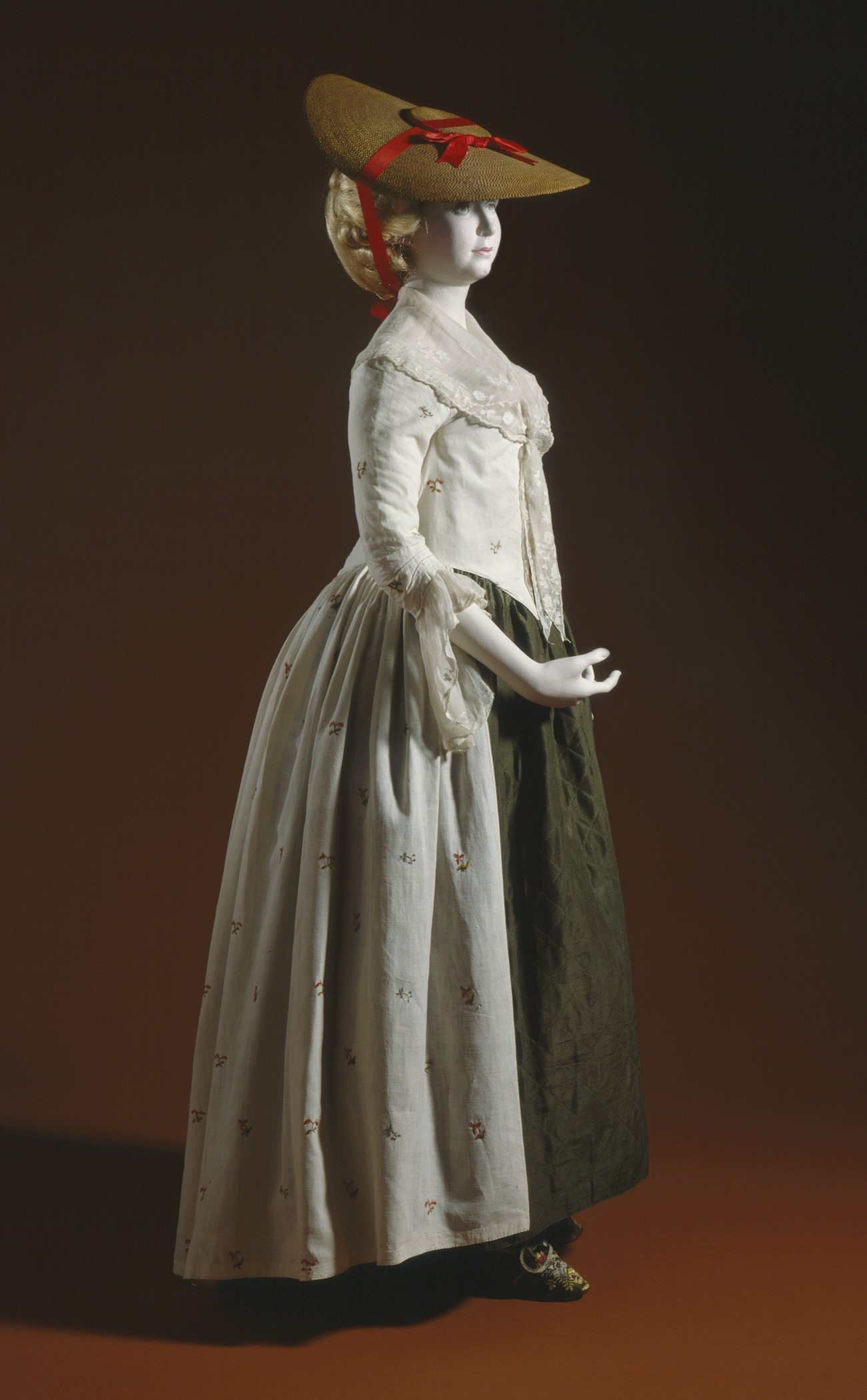
Костюм в англійському стилі 1780-х. Музей мистецтв округу Лос-Анжелес